# CONCACAF Nations League 2024-2025 - Lega C
Questa voce raccoglie un approfondimento sulle gare della Lega C della CONCACAF Nations League 2024-2025. La fase a gironi della Lega C si disputa tra il 4 settembre e il 15 ottobre 2024.

## Gruppo A

### Classifica
| Squadra                 | Pt | G | V | N | P | GF | GS | DG  |
| ----------------------- | -- | - | - | - | - | -- | -- | --- |
| Barbados                | 12 | 4 | 4 | 0 | 0 | 17 | 4  | +13 |
| Bahamas                 | 4  | 4 | 1 | 1 | 2 | 10 | 13 | -3  |
| Isole Vergini Americane | 1  | 4 | 0 | 1 | 3 | 4  | 14 | -10 |

### Risultati
| Arbitro: | Jefferson Escobar |

|                                           |           |                                             |
| Henry 27’ Joseph 77’ Catone-Highfield 86’ | Marcatori | 2’ (rig.) St. Fleur 37’ Julmis 58’ Adderley |

| Arbitro: | Shavin Greene |

|                   |           |                                               |
| Adderley 42’, 66’ | Marcatori | 10’ Applewhite 80’ Taylor 82’ An. Applewhaite |

| Arbitro: | Sergio Rozenhout |

|                                     |           |  |
| Hinkson 15’ Reid-Stephen 86’, 90+3’ | Marcatori |  |

| Arbitro: | José Valladares |

|  |           |                                                                |
|  | Marcatori | 42’ Holligan 45+2’ (rig.), 47’, 65’ Reid-Stephen 90+2’ Leacock |

| Arbitro: | Benjamin Whitty |

|                            |           |           |
| Adderley 13’, 23’ Bain 30’ | Marcatori | 69’ Edgar |

| Arbitro: | Micheal Akangou |

|                                                                        |           |                                   |
| Applewhaite 8’, 52’ Reid-Stephen 14’ (rig.) Hoyte 26’, 64’ Leacock 47’ | Marcatori | 6’ Adderley 43’ (aut.) Brathwaite |

## Gruppo B

### Classifica
| Squadra        | Pt | G | V | N | P | GF | GS | DG |
| -------------- | -- | - | - | - | - | -- | -- | -- |
| Belize         | 12 | 4 | 4 | 0 | 0 | 9  | 0  | +9 |
| Anguilla       | 3  | 4 | 1 | 0 | 3 | 3  | 4  | -1 |
| Turks e Caicos | 3  | 4 | 1 | 0 | 3 | 2  | 10 | -8 |

### Risultati
| Arbitro: | José Fuentes |

|                          |           |  |
| Hughes 57’ Carpenter 74’ | Marcatori |  |

| Arbitro: | Cleon Culley |

|  |           |                                            |
|  | Marcatori | 12’ Velásquez 43’, 73’ Polanco 66’ Palacio |

| Arbitro: | Steffon Dewar |

|             |           |  |
| Polanco 27’ | Marcatori |  |

| Arbitro: | Ray Torres |

|  |           |               |
|  | Marcatori | 56’ Velásquez |

| Arbitro: | Ekaterina Korolev |

|                               |           |               |
| Martin 3’ Jerome 90+5’ (rig.) | Marcatori | 59’ Carpenter |

| Arbitro: | Victor Rivas |

|                                     |           |  |
| Polanco 28’ Hernández 40’ Lopez 57’ | Marcatori |  |

## Gruppo C

### Classifica
| Squadra                   | Pt | G | V | N | P | GF | GS | DG |
| ------------------------- | -- | - | - | - | - | -- | -- | -- |
| Saint Kitts e Nevis       | 10 | 4 | 3 | 1 | 0 | 10 | 3  | +7 |
| Isole Cayman              | 7  | 4 | 2 | 1 | 1 | 4  | 5  | -3 |
| Isole Vergini Britanniche | 0  | 4 | 0 | 0 | 4 | 1  | 7  | -6 |

### Risultati
| Arbitro: | Jonathan Leiton |

|  |           |             |
|  | Marcatori | 84’ Seymour |

| Arbitro: | Moeth Gaymes |

|           |           |                                          |
| Duval 51’ | Marcatori | 10’ Rogers 19’, 37’ Williams 72’ Stephen |

| Arbitro: | Andrew Samuel |

|                   |           |  |
| Williams 11’, 64’ | Marcatori |  |

| Arbitro: | Vimarest Díaz |

|            |           |                                                |
| Javier 46’ | Marcatori | 25’ Roberts 37’ Amory 90+5’ (aut.) I. Williams |

| Arbitro: | Ricangel De Leça |

|             |           |  |
| Douglas 69’ | Marcatori |  |

| Arbitro: | Shekiel Jokil |

|                       |           |           |
| Campbell 90+9’ (aut.) | Marcatori | 61’ Scott |

## Raffronto seconde qualificate
| Squadra      | Pt | G | V | N | P | GF | GS | DG | Gruppo |
| ------------ | -- | - | - | - | - | -- | -- | -- | ------ |
| Isole Cayman | 7  | 4 | 2 | 1 | 1 | 4  | 5  | -1 | C      |
| Bahamas      | 4  | 4 | 1 | 1 | 2 | 10 | 13 | +1 | A      |
| Anguilla     | 3  | 4 | 1 | 0 | 3 | 3  | 4  | -1 | B      |

## Statistiche

### Classifica marcatori
6 reti
- Brandon Adderley

- Niall Reid-Stephen

4 reti
- Tiquanny Williams

- Jordy Polanco

3 reti
- Andre Applewhaite

2 reti
- Lamar Carpenter
- Sheran Hoyte

- Omani Leacock

- Orlando Velasquez

1 rete
- Germain Hughes
- Wood Julmis
- Omari Bain
- Lesly St. Fleur (1 rig.)
- Zachary Applewhite
- Carl Hinkson
- Hadan Holligan
- Omani Leacock
- Ethan Taylor

- Moisés Hernández
- Krisean Lopez
- Michael Palacio
- Kristian Javier
- Dimetri Douglas
- Mason Duval
- Zachary Scott
- Elijah Seymour
- G'Vaune Amory

- Malique Roberts
- Kimaree Rogers
- Dionis Stephen
- Ledson Jerome (1 rig.)
- Emmanuel Martin
- Hasani Edgar
- Gabriel Catone-Highfield
- Naqwan Henry
- Rakeem Joseph

autoreti
- Nicoli Brathwaite (1, pro  Bahamas)

- Joshwa Campbell (1, pro  Saint Kitts e Nevis)

- Ikyjah Williams (1, pro  Saint Kitts e Nevis)